# رالی سافاری ۲۰۲۱
رالی سافاری ۲۰۲۱ (همچنین به عنوان رالی سافاری کنیا ۲۰۲۱ شناخته می‌شود) یک رویداد اتومبیل رانی برای خودروهای رالی بود که طی چهار روز بین ۲۴ تا ۲۷ ژوئن ۲۰۲۱ برگزار شد. این رالی شصت و نهمین دوره رالی سافاری را رقم زد. این رویداد ششمین دور از مسابقات رالی قهرمانی جهان ۲۰۲۱، مسابقات قهرمانی رالی جهان-۲ و قهرمانی رالی جهان-۳ بود. رویداد ۲۰۲۱ در نایروبی در شهرستان نایروبی در هجده مرحله ویژه با مجموع مسافت کلی ۳۲۰٫۱۹ کیلومتر (۱۹۸٫۹۶ مایل) مسابقه برگزار شد.